# Osteospermum calendulaceum
Osteospermum calendulaceum es una especie de planta floral del género Osteospermum, tribu Calenduleae, familia Asteraceae. Fue descrita científicamente por L. fil.
Se distribuye por Sudáfrica, Australia y Hawái.